# Nouvel arsenal de Mayence

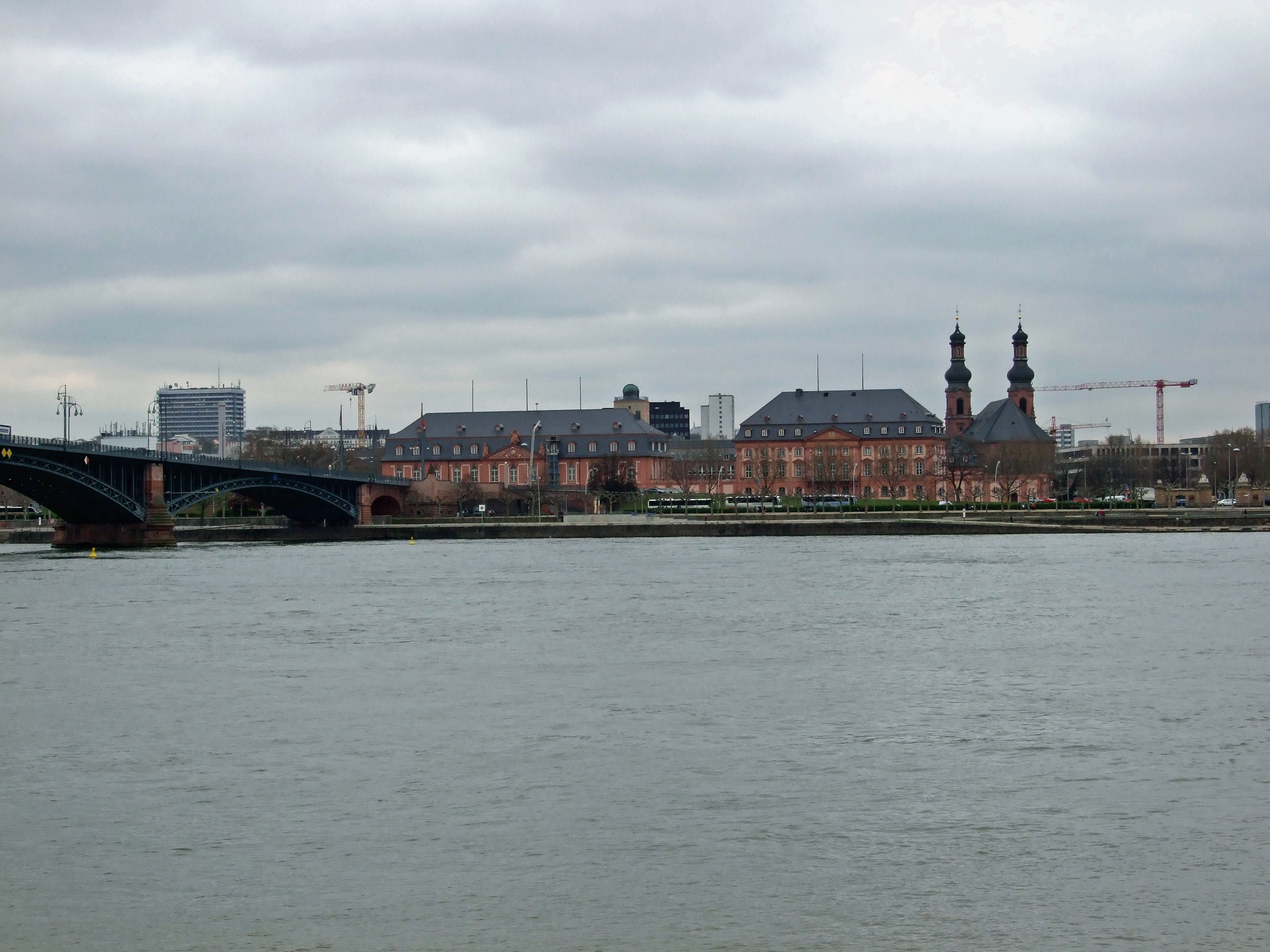
Façade du nouvel arsenal, vue sur le rhin.

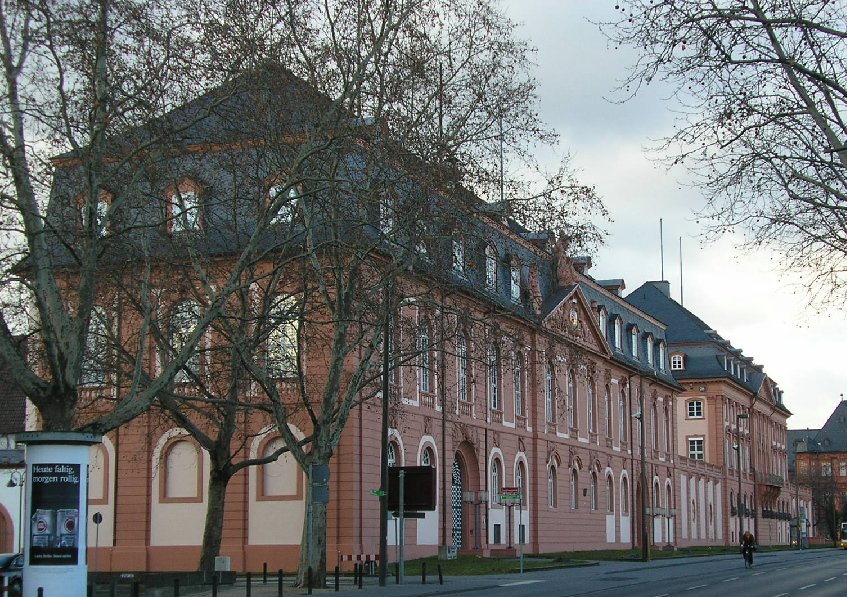
Façade du nouvel arsenal, voisin de l’Hôtel de l'ordre teutonique.

Le nouvel arsenal de Mayence, Neues Zeughaus en allemand, fut construit sous le règne de Philipp Karl von Eltz entre 1738 et 1740. C’est une réalisation de l’architecte Maximilian von Welsch. Il abrite depuis 1960 la Chancellerie d'État (Staatskanzlei) du Land de Rhénanie-Palatinat.
L'arsenal de Mayence est un des plus vastes bâtiments du style baroque de la métropole du Saint-Empire romain germanique. Il fait face à la rivière et se fait remarquer de ceux qui se promènent sur le quai par une rangée de têtes casquées et placées aux fenêtres du premier étage, qui semblent fixer les passants avec l'imposante sévérité des anciens Romains. Dans une des chambres, des figurines armées de toutes pièces sont placées autour d’une table de conseil. À 100 m, on pourrait fort bien prendre les têtes des fenêtres pour de vraies têtes d’hommes.
Sur le fronton principal se trouvent des figures allégoriques. Œuvre du sculpteur allemand Burkard Zamels, elles symbolisent le dieu Mars et les armes de l'électeur de Eltz, avec des lions de saut et la roue de Mayence.
Bien que l'arsenal soit un bâtiment fonctionnel, il présente les ornements architecturaux d'un palais. Welsch s'est inspiré ici de l'architecture de l’Hostellerie de l'ordre teutonique voisine. Les fenêtres cintrées du rez-de-chaussée sont munies de grilles en fer forgé pour des raisons évidentes de sécurité. Elles sont ornées d’attributs militaires et de manteaux armoriés, de drapeaux et de boucliers. Les fenêtres à l’étage sont, elles, ornées de casques. Deux grandes portes donnent sur le Rhin, où les armes et autres équipements militaires lourds étaient à disposition pour le chargement des bateaux.